# 3042 Zelinsky
3042 Zelinsky (1981 EF10) là một tiểu hành tinh vành đai chính được phát hiện ngày 1 tháng 3 năm 1981 bởi S. J. Bus ở Siding Spring.